# 2007-es Formula–1 ausztrál nagydíj
Az ausztrál nagydíj volt a 2007-es Formula–1 világbajnokság nyitófutama, amelyet március 16. és március 18. között rendeztek meg a Melbourne-i Albert Parkban található Melbourne Grand Prix Circuit-en. A pályán egy kör 5,303 km, a verseny 58 körös volt.
Kimi Räikkönen első ferraris versenyén 1:26,072-es idejével megszerezte a pole-pozíciót Fernando Alonso (McLaren-Mercedes) és Nick Heidfeld (BMW Sauber) előtt. Räikkönen csapattársa, Felipe Massa az utolsó helyről indulhatott, mert az időmérő edzésen megállt az autója, és motort kellett benne cserélni. A versenyt magabiztosan a finn Kimi Räikkönen nyerte meg, Alonso a második, Lewis Hamilton (McLaren-Mercedes) egy helyet javulva a harmadik lett élete első Formula–1-es versenyén. Räikkönené lett a leggyorsabb kör is: ideje 1:25,235 volt. Az osztrák Alexander Wurz és a Red Bullos David Coulthard a 48. körben ütközött egymással. Heidfeld egy hellyel visszaesve a negyedik, Giancarlo Fisichella a Renault-val az ötödik, Massa a hatodik, a Williamses Nico Rosberg a hetedik lett. Az utolsó pontszerző a Toyotás Ralf Schumacher lett. A debütáló Kovalainen a tizedik és a szintén újonc Adrian Sutil a 17. lett. Robert Kubica, Scott Speed, Christijan Albers, valamint Coulthard és Wurz kiesett.
A szezonnyitó verseny után Räikkönen vezette az egyéni pontversenyt. A konstruktőrök versenyében a McLaren állt az élre 14 ponttal, mögötte a Ferrari 13 ponttal a második.

## Szabadedzések

### Első szabadedzés
A pénteki szabadedzés délelőtti része nedves időben került megrendezésre. A leggyorsabb kört Fernando Alonso futotta, közel másfél másodperccel megelőzve a második helyen beérő Felipe Massát. A harmadik helyen Sebastian Vettel végzett.
| Helyezés | Versenyző            | Csapat/Motor       | Idő      | Különbség |
| -------- | -------------------- | ------------------ | -------- | --------- |
| 1        | Fernando Alonso      | McLaren-Mercedes   | 1:29.214 | –         |
| 2        | Felipe Massa         | Ferrari            | 1:30.707 | + 1.493   |
| 3        | Sebastian Vettel     | BMW Sauber         | 1:30.857 | + 1.643   |
| 4        | Lewis Hamilton       | McLaren-Mercedes   | 1:30.878 | + 1.664   |
| 5        | Jenson Button        | Honda              | 1:31.162 | + 1.948   |
| 6        | Nakadzsima Kazuki    | Williams-Toyota    | 1:31.401 | + 2.187   |
| 7        | David Coulthard      | Red Bull-Renault   | 1:31.528 | + 2.314   |
| 8        | Heikki Kovalainen    | Renault            | 1:31.571 | + 2.357   |
| 9        | Mark Webber          | Red Bull-Renault   | 1:31.661 | + 2.447   |
| 10       | Rubens Barrichello   | Honda              | 1:31.737 | + 2.523   |
| 11       | Szató Takuma         | Super Aguri-Honda  | 1:31.782 | + 2.568   |
| 12       | Giancarlo Fisichella | Renault            | 1:32.011 | + 2.797   |
| 13       | Alexander Wurz       | Williams-Toyota    | 1:32.194 | + 2.980   |
| 14       | Adrian Sutil         | Spyker-Ferrari     | 1:34.043 | + 4.829   |
| 15       | Vitantonio Liuzzi    | Toro Rosso-Ferrari | 1:34.627 | + 5.413   |
| 16       | Christijan Albers    | Spyker-Ferrari     | 1:35.055 | + 5.841   |
| 17       | Nick Heidfeld        | BMW Sauber         | 1:37.249 | + 8.035   |
| 18       | Anthony Davidson     | Super Aguri-Honda  | 1:39.221 | + 10.007  |
| 19       | Kimi Räikkönen       | Ferrari            | 1:39.242 | + 10.028  |
| 20       | Ralf Schumacher      | Toyota             | 1:39.550 | + 10.336  |
| 21       | Scott Speed          | Toro Rosso-Ferrari | 1:41.763 | + 12.549  |
| 22       | Jarno Trulli         | Toyota             | 1:44.130 | + 14.916  |

### Második szabadedzés
A délutáni edzésre a pálya felszáradt, és a Ferrarik verhetetlennek bizonyultak, így Massa illetve Kimi Räikkönen végzett az élen. A harmadik helyen, kevesebb mint egy tized másodperccel lemaradva Lewis Hamilton érkezett meg. Az első hat helyezett többsége különböző csapatokat képviselt. A további sorrend a negyedik versenyzőtől: Giancarlo Fisichella a Renault-tól, Nick Heidfeld a BMW Saubertől és Alexander Wurz a Williamstől.
| Helyezés | Versenyző            | Csapat/Motor       | Idő      | Különbség |
| -------- | -------------------- | ------------------ | -------- | --------- |
| 1        | Felipe Massa         | Ferrari            | 1:27.353 | –         |
| 2        | Kimi Räikkönen       | Ferrari            | 1:27.750 | + 0.397   |
| 3        | Lewis Hamilton       | McLaren-Mercedes   | 1:27.829 | + 0.476   |
| 4        | Giancarlo Fisichella | Renault            | 1:27.941 | + 0.588   |
| 5        | Nick Heidfeld        | BMW Sauber         | 1:27.970 | + 0.617   |
| 6        | Alexander Wurz       | Williams-Toyota    | 1:27.981 | + 0.628   |
| 7        | Fernando Alonso      | McLaren-Mercedes   | 1:28.040 | + 0.687   |
| 8        | Nico Rosberg         | Williams-Toyota    | 1:28.055 | + 0.702   |
| 9        | Robert Kubica        | BMW Sauber         | 1:28.281 | + 0.928   |
| 10       | David Coulthard      | Red Bull-Renault   | 1:28.495 | + 1.142   |
| 11       | Anthony Davidson     | Super Aguri-Honda  | 1:28.727 | + 1.374   |
| 12       | Jarno Trulli         | Toyota             | 1:28.921 | + 1.568   |
| 13       | Szató Takuma         | Super Aguri-Honda  | 1:29.009 | + 1.656   |
| 14       | Jenson Button        | Honda              | 1:29.066 | + 1.713   |
| 15       | Rubens Barrichello   | Honda              | 1:29.542 | + 2.189   |
| 16       | Ralf Schumacher      | Toyota             | 1:29.574 | + 2.221   |
| 17       | Mark Webber          | Red Bull-Renault   | 1:29.801 | + 2.448   |
| 18       | Heikki Kovalainen    | Renault            | 1:30.097 | + 2.744   |
| 19       | Scott Speed          | Toro Rosso-Ferrari | 1:30.383 | + 3.030   |
| 20       | Adrian Sutil         | Spyker-Ferrari     | 1:31.108 | + 3.755   |
| 21       | Christijan Albers    | Spyker-Ferrari     | 1:31.175 | + 3.822   |
| 22       | Vitantonio Liuzzi    | Toro Rosso-Ferrari | 1:31.693 | + 4.240   |

### Harmadik szabadedzés
A szombat délelőtti tesztre derűs nap virradt, de még enyhén nedves volt a pálya, ami az elején indulókat arra késztetett, hogy nedves pályára alkalmas abroncsokkal szerelt autókkal menjenek ki. A csapatok szerencséjére a víz gyorsan felszáradt, így nem sok fogyott az esőgumi-készletekből. A leggyorsabb kört ezen az edzésen Räikkönen futotta, akit Giancarlo Fisichella követett. Az edzés meglepetéscsapata a Super Aguri volt, amelynek mindkét pilótája (Anthony Davidson és Szató Takuma) bekerült az első tízbe. Előbbi a negyedik, utóbbi a kilencedik helyet érte el.
| Helyezés | Versenyző            | Csapat/Motor       | Idő      | Különbség |
| -------- | -------------------- | ------------------ | -------- | --------- |
| 1        | Kimi Räikkönen       | Ferrari            | 1:26.064 | –         |
| 2        | Giancarlo Fisichella | Renault            | 1:26.454 | + 0.390   |
| 3        | Lewis Hamilton       | McLaren-Mercedes   | 1:26.467 | + 0.403   |
| 4        | Anthony Davidson     | Super Aguri-Honda  | 1:26.491 | + 0.427   |
| 5        | Felipe Massa         | Ferrari            | 1:26.547 | + 0.483   |
| 6        | Nick Heidfeld        | BMW Sauber         | 1:26.753 | + 0.689   |
| 7        | Fernando Alonso      | McLaren-Mercedes   | 1:26.786 | + 0.722   |
| 8        | Heikki Kovalainen    | Renault            | 1:26.937 | + 0.873   |
| 9        | Szató Takuma         | Super Aguri-Honda  | 1:27.266 | + 1.202   |
| 10       | Alexander Wurz       | Williams-Toyota    | 1:27.322 | + 1.258   |
| 11       | Mark Webber          | Red Bull-Renault   | 1:27.390 | + 1.326   |
| 12       | Robert Kubica        | BMW                | 1:27.753 | + 1.689   |
| 13       | Ralf Schumacher      | Toyota             | 1:27.887 | + 1.823   |
| 14       | Jarno Trulli         | Toyota             | 1:27.897 | + 1.833   |
| 15       | Rubens Barrichello   | Honda              | 1:28.039 | + 1.975   |
| 16       | Nico Rosberg         | Williams-Toyota    | 1:28.061 | + 1.997   |
| 17       | Jenson Button        | Honda              | 1:28.119 | + 2.055   |
| 18       | David Coulthard      | Red Bull-Renault   | 1:28.208 | + 2.144   |
| 19       | Vitantonio Liuzzi    | Toro Rosso-Ferrari | 1:28.332 | + 2.268   |
| 20       | Scott Speed          | Toro Rosso-Ferrari | 1:28.485 | + 2.421   |
| 21       | Adrian Sutil         | Spyker-Ferrari     | 1:28.678 | + 2.614   |
| 22       | Christijan Albers    | Spyker-Ferrari     | 1:30.547 | + 4.483   |

## Időmérő edzés

### Első rész
Räikkönen folytatta az edzéseken nyújtott teljesítményét, és itt is megszerezte az első helyet. Mark Webber először futott köre volt az első mérvadó idő: 1:27.799, de Lewis Hamilton tizedenként lassanként csökkentette a szintidőt. Leggyorsabb köre 1:26.674 volt, ami egészen Räikkönen feltűnéséig vezető időnek számított. A szakasz végén a két Toro Rosso, a két Spyker, David Coulthard és Rubens Barrichello találta magát a továbbjutók gyűrűjén kívül.

### Második rész
A második részét az időmérőnek végig Fernando Alonso 1:25.326-os ideje uralta. A harmadik helyen csapattársa, Lewis Hamilton követte, néhány tizedees lemaradással. Kettőjük közé Nick Heidfeld került. A rész szenzációja Felipe Massa megállása volt a kilencedik és a tizedik kanyar között. Ennek köszönhetően a futamot a 16. helyről kezdheti. A meglepetések közé tartozik még, hogy a Super Agurit vezető Szató Takuma továbbjutott a harmadik részbe. Massa mellett még Anthony Davidson, Nico Rosberg, Heikki Kovalainen, Jenson Button és Alex Wurz búcsúzott a küzdelmektől erre a napra.

### Harmadik rész
Az első mérvadó időt, 1:27.050-et Fernando Alonso mutatta meg. Räikkönen hamarosan majdnem egy másodperccel jobb időve, 1:26.072-vel átvette a vezetést, amit a továbbiakban meg is tudott őrizni. Őket követte Nick Heidfeld, majd Lewis Hamilton. A McLaren versenyzője a rosszul sikerült középső szektornak köszönheti helyezését. Robert Kubica ötödik, Giancarlo Fisichella hatodik lett.
A Red Bullt vezető Mark Webber a hetedik, a Toyota versenyzői a nyolcadik és kilencedik, végül a Super Agurit vezető Sato a tizedik legjobb idővel ért célba.

### Az edzés végeredménye
| Helyezés | Versenyző            | Csapat/Motor       | 1. rész  | 2. rész    | 3. rész  |
| -------- | -------------------- | ------------------ | -------- | ---------- | -------- |
| 1        | Kimi Räikkönen       | Ferrari            | 1:26.644 | 1:25.644   | 1:26.072 |
| 2        | Fernando Alonso      | McLaren-Mercedes   | 1:26.697 | 1:25.326   | 1:26.493 |
| 3        | Nick Heidfeld        | BMW                | 1:26.895 | 1:25.358   | 1:26.556 |
| 4        | Lewis Hamilton       | McLaren-Mercedes   | 1:26.674 | 1:25.577   | 1:26.755 |
| 5        | Robert Kubica        | BMW                | 1:26.696 | 1:25.882   | 1:27.347 |
| 6        | Giancarlo Fisichella | Renault            | 1:27.270 | 1:25.944   | 1:27.634 |
| 7        | Mark Webber          | Red Bull-Renault   | 1:26.978 | 1:26.623   | 1:27.934 |
| 8        | Jarno Trulli         | Toyota             | 1:27.014 | 1:26.688   | 1:28.404 |
| 9        | Ralf Schumacher      | Toyota             | 1:27.328 | 1:26.739   | 1:28.692 |
| 10       | Szató Takuma         | Super Aguri-Honda  | 1:27.365 | 1:26.758   | 1:28.871 |
| 11       | Anthony Davidson     | Super Aguri-Honda  | 1:26.986 | 1:26.909   |          |
| 12       | Nico Rosberg         | Williams-Toyota    | 1:27.596 | 1:26.914   |          |
| 13       | Heikki Kovalainen    | Renault            | 1:27.529 | 1:26.964   |          |
| 14       | Jenson Button        | Honda              | 1:27.540 | 1:27.264   |          |
| 15       | Alexander Wurz       | Williams-Toyota    | 1:27.479 | 1:27.393   |          |
| 16       | Felipe Massa*        | Ferrari            | 1:26.712 | idő nélkül |          |
| 17       | Rubens Barrichello   | Honda              | 1:27.679 |            |          |
| 18       | Scott Speed          | Toro Rosso-Ferrari | 1:28.305 |            |          |
| 19       | David Coulthard      | Red Bull-Renault   | 1:28.579 |            |          |
| 20       | Vitantonio Liuzzi    | Toro Rosso-Ferrari | 1:29.267 |            |          |
| 21       | Adrian Sutil         | Spyker-Ferrari     | 1:29.339 |            |          |
| 22       | Christijan Albers    | Spyker-Ferrari     | 1:31.932 |            |          |

* Felipe Massa tízhelyes rajtbüntetést kapott motorcsere miatt, így az utolsó rajtkockából kezdhette meg a versenyt.

## Futam
A verseny előtt két változás volt: Felipe Massa motorcsere miatt az utolsó helyről rajtolt, Christijan Albers a boxutcából kezdte a versenyt.

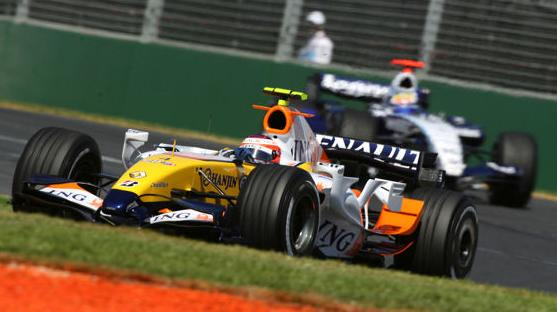
Kovalainen a szezonnyitó futamon

A versenyt magabiztosan a finn Kimi Räikkönen nyerte meg, Alonso a második, Lewis Hamilton (McLaren-Mercedes) egy helyet javulva a harmadik lett élete első Formula–1-es versenyén. Räikkönené lett a leggyorsabb kör is: ideje 1:25,235 volt. Az osztrák Alexander Wurz és a Red Bullos David Coulthard a 48. körben ütközött egymással. Heidfeld egy hellyel visszaesve a negyedik, Giancarlo Fisichella a Renault-val az ötödik, Massa a hatodik, a Williamses Nico Rosberg a hetedik lett. Az utolsó pontszerző a Toyotás Ralf Schumacher lett. A debütáló Kovalainen a tizedik és a szintén újonc Adrian Sutil a 17. lett. Robert Kubica, Scott Speed, Christijan Albers, valamint Coulthard és Wurz kiesett.
A szezonnyitó verseny után Räikkönen vezette az egyéni pontversenyt. A konstruktőrök versenyében a McLaren állt az élre 14 ponttal, mögötte a Ferrari 13 ponttal a második.
| Helyezés | Rajtszám | Versenyző            | Csapat/Motor       | Futott kör | Idő/Kiesés oka | Rajthely | Pont |
| -------- | -------- | -------------------- | ------------------ | ---------- | -------------- | -------- | ---- |
| 1        | 6        | Kimi Räikkönen       | Ferrari            | 58         | 1h25:28.770    | 1        | 10   |
| 2        | 1        | Fernando Alonso      | McLaren-Mercedes   | 58         | + 7.242        | 2        | 8    |
| 3        | 2        | Lewis Hamilton       | McLaren-Mercedes   | 58         | + 18.595       | 4        | 6    |
| 4        | 9        | Nick Heidfeld        | BMW Sauber         | 58         | + 38.763       | 3        | 5    |
| 5        | 3        | Giancarlo Fisichella | Renault            | 58         | + 1:06.469     | 6        | 4    |
| 6        | 5        | Felipe Massa         | Ferrari            | 58         | + 1:06.805     | 22       | 3    |
| 7        | 16       | Nico Rosberg         | Williams-Toyota    | 57         | + 1 kör        | 12       | 2    |
| 8        | 11       | Ralf Schumacher      | Toyota             | 57         | + 1 kör        | 9        | 1    |
| 9        | 12       | Jarno Trulli         | Toyota             | 57         | + 1 kör        | 8        |      |
| 10       | 4        | Heikki Kovalainen    | Renault            | 57         | + 1 kör        | 13       |      |
| 11       | 8        | Rubens Barrichello   | Honda              | 57         | + 1 kör        | 16       |      |
| 12       | 22       | Szató Takuma         | Super Aguri-Honda  | 57         | + 1 kör        | 10       |      |
| 13       | 15       | Mark Webber          | Red Bull-Renault   | 57         | + 1 kör        | 7        |      |
| 14       | 18       | Vitantonio Liuzzi    | Toro Rosso-Ferrari | 57         | + 1 kör        | 19       |      |
| 15       | 7        | Jenson Button        | Honda              | 57         | + 1 kör        | 14       |      |
| 16       | 23       | Anthony Davidson     | Super Aguri-Honda  | 56         | + 2 kör        | 11       |      |
| 17       | 20       | Adrian Sutil         | Spyker-Ferrari     | 56         | + 2 kör        | 20       |      |
| Ki       | 17       | Alexander Wurz       | Williams-Toyota    | 48         | Baleset        | 15       |      |
| Ki       | 14       | David Coulthard      | Red Bull-Renault   | 48         | Baleset        | 18       |      |
| Ki       | 10       | Robert Kubica        | BMW Sauber         | 36         | Váltóhiba      | 5        |      |
| Ki       | 19       | Scott Speed          | Toro Rosso-Ferrari | 28         | Defekt         | 17       |      |
| Ki       | 21       | Christijan Albers    | Spyker-Ferrari     | 10         | Baleset        | 21       |      |

## A világbajnokság élmezőnyének állása a verseny után
| H | Versenyzők           | Pont | H | Konstruktőrök    | Pont |
| - | -------------------- | ---- | - | ---------------- | ---- |
| 1 | Kimi Räikkönen       | 10   | 1 | McLaren-Mercedes | 14   |
| 2 | Fernando Alonso      | 8    | 2 | Ferrari          | 13   |
| 3 | Lewis Hamilton       | 6    | 3 | BMW Sauber       | 5    |
| 4 | Nick Heidfeld        | 5    | 4 | Renault          | 4    |
| 5 | Giancarlo Fisichella | 4    | 5 | Williams-Toyota  | 2    |

## Statisztikák
A versenyben vezettek:
- Kimi Räikkönen 52 kör (1–18., 23–42. és 45–58.),
- Lewis Hamilton 4 kör (19–22.)
- Fernando Alonso 2 kör (43–44.).

Kimi Räikkönen 10. győzelme, 12. pole-pozíciója, 18. leggyorsabb köre, 1. mesterhármasa (gy, pp, lk).
- Ferrari 193. győzelme.
- Ez volt Lewis Hamilton, Heikki Kovalainen és Adrian Sutil első Formula–1-es futama.
- Élete első nagydíján Lewis Hamilton dobogóra állhatott.
- Ez volt Fernando Alonso első McLarenes versenye.
- Ez volt Fernando Alonso első dobogós helyezése amelyet nem a Renault-val szerzett.